# GNOME Shell
GNOME Shell (anglická výslovnost [gˈnoum šel]) je uživatelské rozhraní pro desktopové prostředí GNOME určené pro jeho 3. verzi a vyšší. První verze vyšla 6. dubna 2011.
GNOME Shell využívá kompozitního správce oken Mutter, založeného na Metacity (správce oken starších verzí GNOME) a na toolkitu Clutter [ˈklatə(r)], který poskytuje vizuální efekty a hardwarovou akceleraci.

## Změny uživatelského rozhraní
Změny uživatelského rozhraní zahrnují:
- Nový přehled aktivit, pod nímž se nachází:
  - Dash [dæš], panel pro rychlé střídání a spouštění aplikací
  - Přehled oken, pro přepínání mezi okny a správu virtuálních ploch
  - Přehled aplikací
  - Vyhledávání
- Oznamovací panel (anglicky messaging tray) obsahuje statické i interaktivní upozornění. Nachází se na spodní hraně obrazovky a zobrazuje se najetím myší do pravého dolního rohu.

## Rozšíření
GNOME Shell je rozšiřitelný JavaScriptovými doplňky. Tyto mohou přidat jednotlivé funkce (např. upozornění na nový e-mail), nebo upravovat vzhled prostředí (např. přesouvání či skrývání prvků v panelu). Rozšíření mohou být komfortně nainstalována a spravována z webové stránky GNOME Shell Extensions (česky Rozšíření GNOME Shellu), která spolupracuje se samotným prostředím.

Protože mohou představovat bezpečnostní riziko, prochází všechna rozšíření nahraná na výše uvedený web před svým uveřejněním kontrolou.